# Bassin Corse
Le bassin Corse est une circonscription administrative de bassin française dans laquelle l'agence de l'eau Rhône-Méditerranée-Corse exerce ses missions de lutte contre la pollution et de protection des milieux aquatiques à l’échelle de ce bassin hydrographique. Les limites territoriales de cette circonscription sont les limites des communes qui la composent alors que les limites du bassin hydrographique sont les limites physiques de ce domaine, c'est-à-dire la ligne des crêtes qui sépare deux bassins contigus, appelée aussi ligne de partage des eaux.
Son territoire couvre les communes du bassin hydrographique de la Corse, à savoir l'île entière.

## Géographie
Le bassin Corse comporte près de 1 000 km de côtes et présente des particularités liées à l’insularité : un relief montagneux, de fortes précipitations 900 mm en moyenne annuelle, un réseau hydrographique dense, composé de 3 000 km de cours d’eau de faible longueur (80 km maximum), de très fortes variations de débits, entre les pluies automnales et les périodes estivales et 22 000 ha de zones humides (moins de 1 % du territoire).

## Cadre institutionnel
Les grands principes de la politique de l’eau ont été posés par les lois des 16 décembre 1964 et 3 janvier 1992, codifiées aujourd’hui dans le code de l'environnement. La loi de 1964 crée six bassins hydrographiques sur le territoire métropolitain dans chacun desquels est institué un comité de Bassin, couramment appelé le « Parlement local de l’eau », et une agence de l’Eau. Elle a également lancé les bases d’une gestion qualitative et quantitative des milieux aquatiques par bassin (politique décentralisée) : Adour-Garonne, Loire-Bretagne, Seine-Normandie, Rhin - Meuse, Rhône-Méditerranée-Corse. La Corse deviendra en 2002 un bassin à part entière.
L'arrêté du 14 septembre 1966 définit les circonscriptions des comités de bassin. Chaque circonscription est formée d'un ensemble de cantons suivant le découpage des bassins versants des cours d'eau situés dans la circonscription. La composition du bassin Corse définie dans l'arrêté du 14 septembre 1966 est correspond à l'ensemble des cantons de l'île.

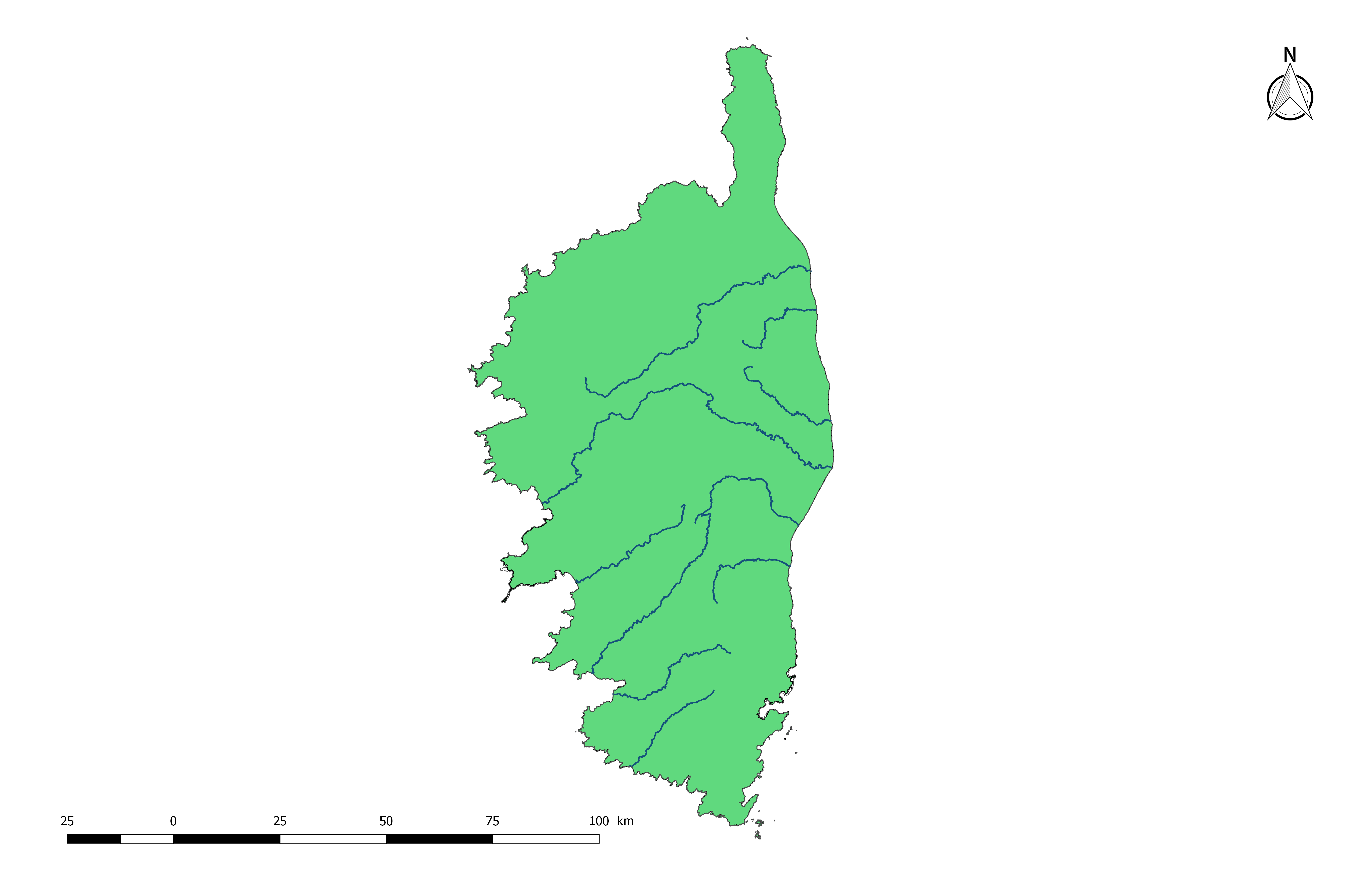
Carte du bassin Corse avec représentation des principaux cours d'eau.

## Gouvernance

### Instances de bassin

#### Comité de bassin
La Loi Corse du 22 janvier 2002 a créé le comité de bassin de Corse. Le comité de bassin Corse est une instance de concertation qui regroupe différents acteurs, publics ou privés, agissant dans le domaine de l’eau : collectivités, État, usagers, personnes qualifiées, milieux socioprofessionnels et le président du Conseil exécutif de Corse qui est de droit président du comité de bassin. Il a pour missions,,  :
- d’élaborer le schéma directeur d'aménagement et de gestion des eaux (SDAGE), qui fixe les orientations fondamentales de la politique de l'eau pour 15 ans. Deux principes sont mis en œuvre : la gestion de l'eau doit évoluer vers une gestion des milieux aquatiques, et elle doit donner priorité à l'intérêt collectif.
- de définir la politique de gestion de la ressource et de protection des milieux naturels qui doit garantir un développement durable conciliant le développement socio-économique avec la préservation des milieux aquatiques et l'équilibre des usages de l'eau ;
- de donner un avis sur les grands aménagements ;
- d’orienter les politiques d’intervention de l'agence de l’eau.

L’Assemblée de Corse a, par délibération du 28 mai 2009, modifié la composition du Comité de bassin de Corse qui comprend désormais 40 membres regroupés en trois collèges : 16 représentants des collectivités territoriales, 16 représentants des usagers et des personnes compétentes et 8 représentants des milieux socioprofessionnels et personnes qualifiées. Il n’y a pas, à l’instar des autres comités de bassin, de collège spécifique de représentants de l’Etat : le préfet de Corse ainsi que trois membres désignés par lui siègent dans le collège des personnes qualifiées et des socio-professionnels.  L'agence de l'eau assure le secrétariat du comité de bassin de Corse, en collaboration avec les services de la Collectivité territoriale de Corse.

#### Agence de l'eau
L'agence de l'eau Rhône-Méditerranée-Corse est une des six agences de l'eau françaises. Il s'agit d'un établissement public à caractère administratif de l’État dont le siège est à Lyon. Placée sous la tutelle de la direction de l'eau du Ministère chargé de l'Environnement, elle a pour mission de mettre en œuvre la politique de l'eau définie par le comité de bassin Corse en cohérence avec les orientations nationales. Elle exerce sa mission dans le cadre de programmes d'intervention pluri-annuels préparés et validés par le comité de bassin et encadré par le Parlement, : 
- elle calcule, établit et perçoit les redevances suivant le principe pollueur-payeur ;
- elle suscite et soutient financièrement et techniquement les travaux d’amélioration des milieux aquatiques et de réduction des pollutions ;
- elle assiste le comité de bassin dans l’élaboration des SDAGE ;
- elle contribue à la production des données qualitatives sur l’eau ;
- elle met en œuvre la gestion intégrée de la ressource.

### Services de l'État

#### Missions exercées
Les services de l'État continuent d’assurer les missions régaliennes et notamment : l'élaboration des cartes de zones inondables, la veille hydrologique, l'élaboration des plans de prévention des risques naturels, le contrôle de l’application de la réglementation applicable en matière de sécurité des ouvrages hydrauliques, la police de l’eau et le soutien, en situation de crise, des communes dont les moyens sont insuffisants.

#### Mission d’appui technique de bassin
A compter du 1er janvier 2016, les communes sont compétentes en matière de gestion des milieux aquatiques et de prévention des inondations. Dans ce cadre, le décret du 28 juillet 2014 crée des missions d'appui technique constituées dans chaque bassin par le préfet coordonnateur de bassin afin d'accompagner la prise de compétence « gestion des milieux aquatiques et prévention des inondations » par les communes et en fixe la composition, l'objet et le fonctionnement. La mission d'appui technique du bassin Corse est constituée des services et organismes suivants : DDTM2A, DDTM2B, ONEMA, de l'agence de l’Eau Rhône-Méditerranée-Corse, CTC, OEC, OEHC et DREAL.